# Dora Baltea
A Dora Baltea (franciául Doire Baltée; frankoprovanszálul Djouére; piemontiul Dòira) egy folyó Észak-Olaszországban. Hossza 160 km, a Pó bal oldali mellékfolyója.

## Folyása

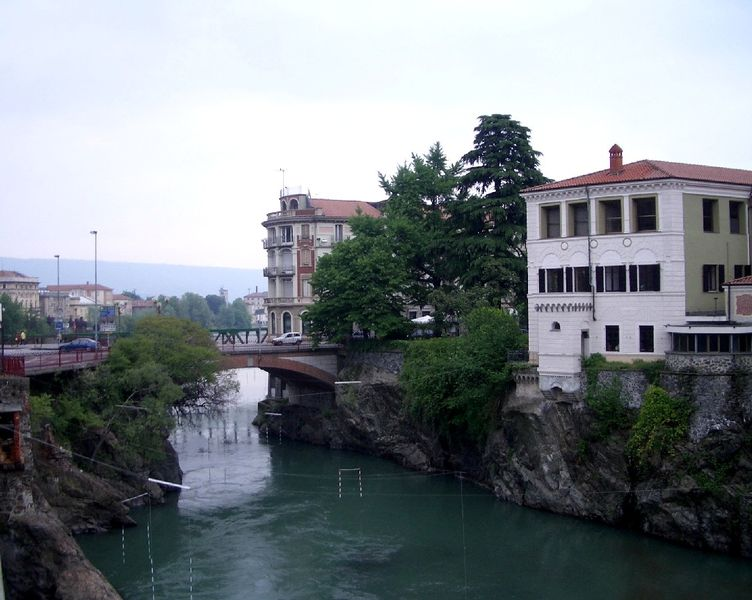
A Dora Baltea Ivreánál

A Dora Baltea Valle d’Aosta régióban, a Monte Biancón ered, Courmayeur község területén. Vízhozama alapvetően nagy, és ezt gazdagítja Pré-Saint-Didier-nél a beleömlő Dora di Verney, illetve későbbi szakaszain a Dora di Valgrisenche, a Dora di Rhêmes, és a Savara.
Áthalad Aosta város déli részén, itt egyesül a Buthier folyóval. Keresztülfolyik Saint-Christophe, Nus, Fénis, Châtillon és Saint-Vincent területén.
Pont-Saint-Martin az utolsó Valle d'Aosta-i község, amin átfolyik, itt ömlik bele a Lys folyó. Piemontban egy kis kanyon elérése után érkezik Ivreába, ahonnan alacsonyabb vízhozammal távozik a Pó-síkságra, ahol Strambino közelében belefolyik a Chiusella. Crescentino falunál ömlik a Póba.

## Képgaléria

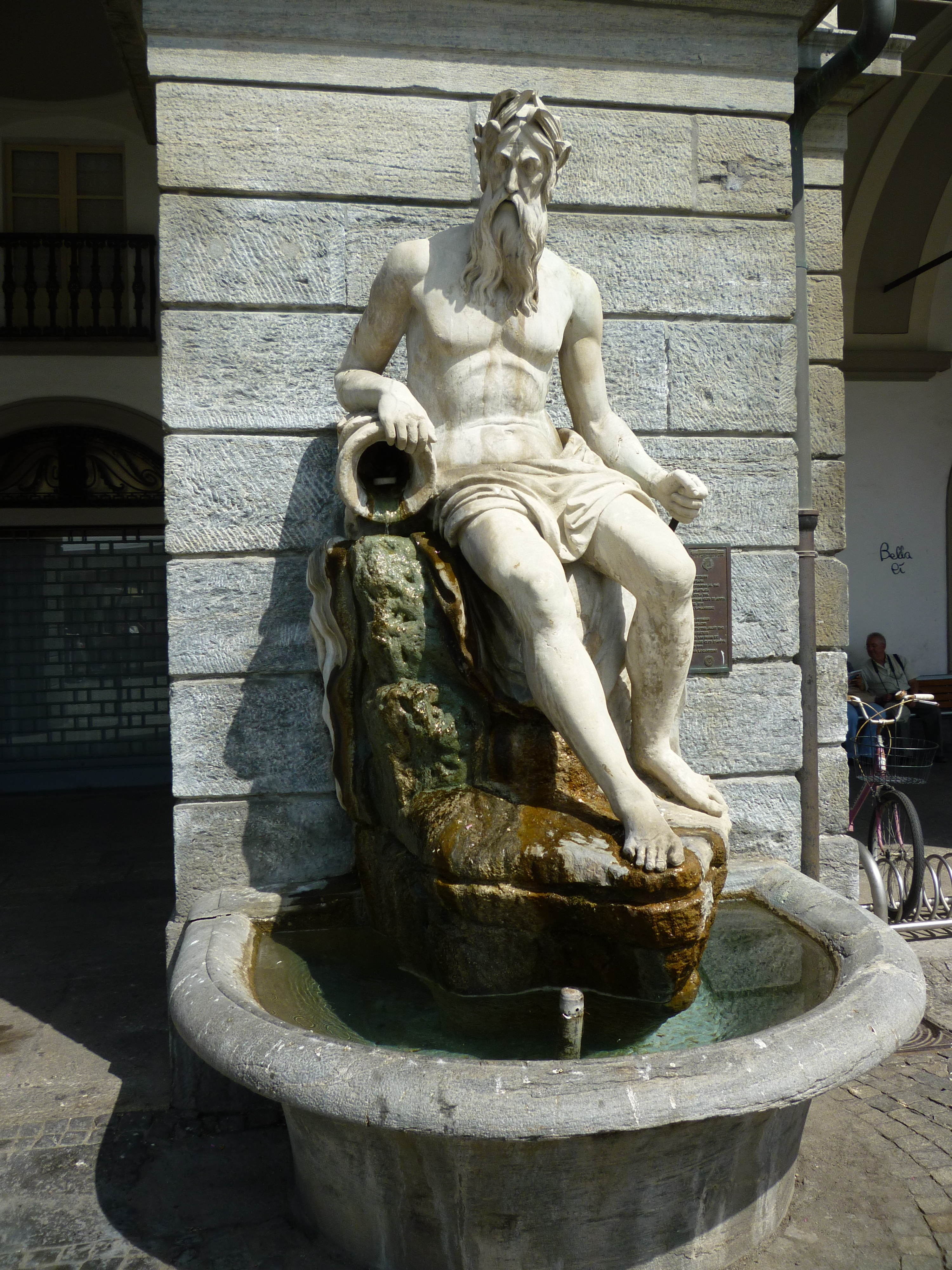
A Buthier-szökőkút, Émile Chanoux tér, Aosta
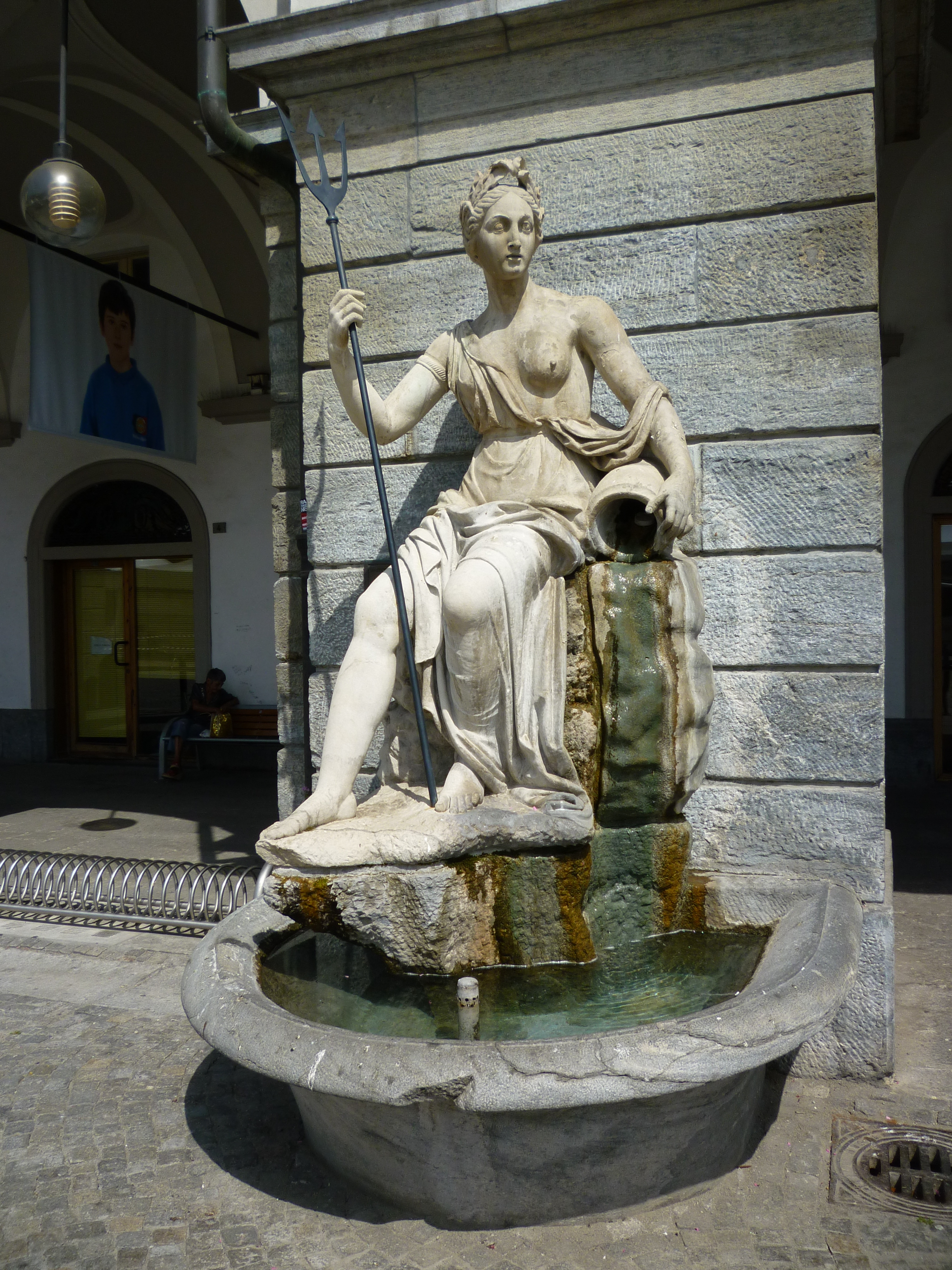
A Dora Baltea-szökőkút
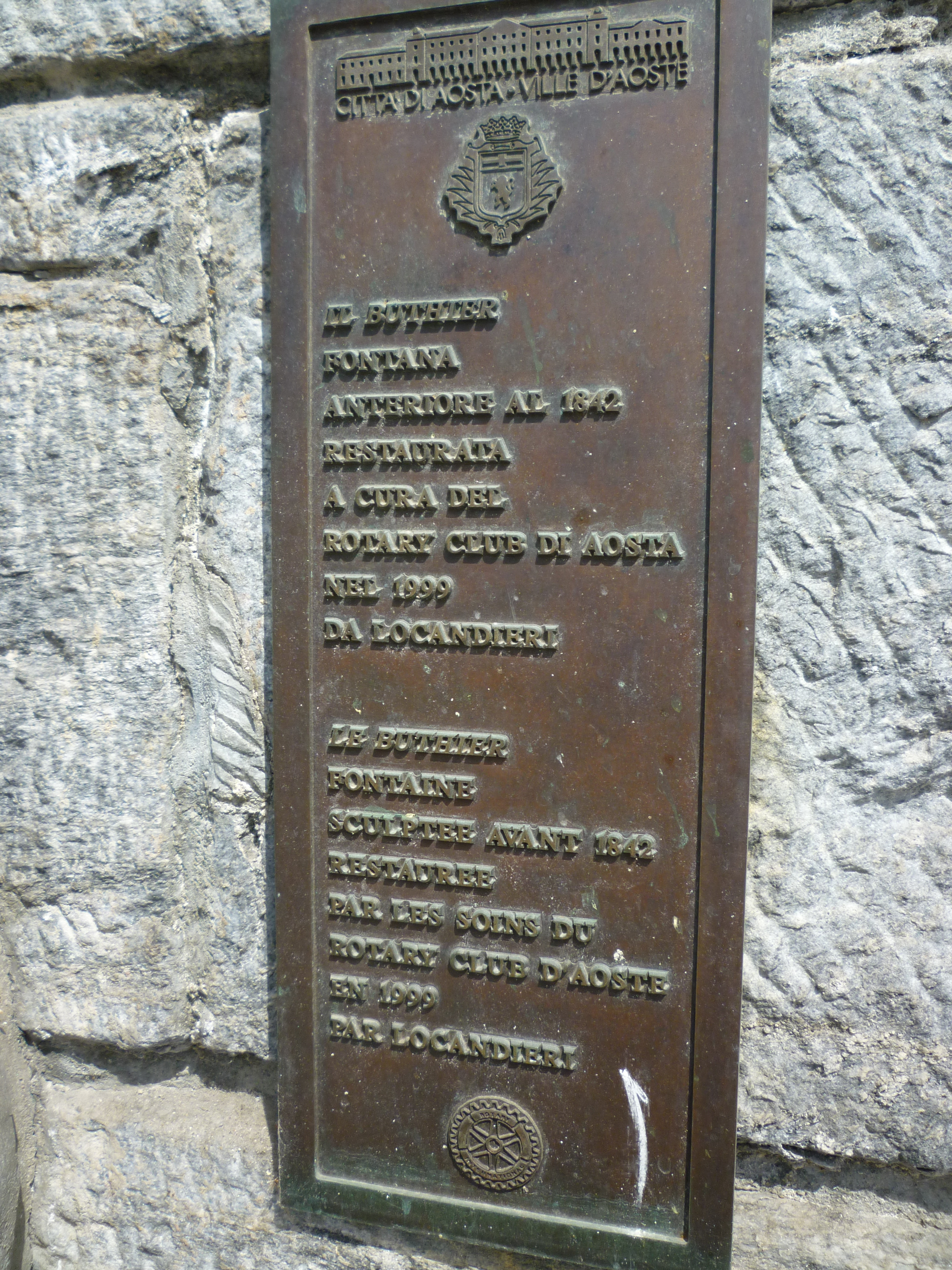
A szökőkút ismertető táblája

### Fordítás
- Ez a szócikk részben vagy egészben  a   Dora Baltea című olasz Wikipédia-szócikk fordításán alapul.  Az eredeti cikk szerkesztőit annak laptörténete sorolja fel. Ez a jelzés csupán a megfogalmazás eredetét és a szerzői jogokat jelzi, nem szolgál a cikkben szereplő információk forrásmegjelöléseként.